# 道の駅雪のふるさとやすづか
道の駅雪のふるさとやすづか（みちのえき ゆきのふるさとやすづか）は、新潟県上越市安塚区樽田にある国道403号の道の駅である。

## 施設
- 駐車場
  - 普通車：48台
  - 大型車：6台
  - 身障者用：2台
- トイレ （いずれも24時間利用可能）
  - 男：大 1器、小 3器
  - 女：3器
  - 身障者用：1器
- 公衆電話：1台
- FAX：1台
- 観光案内所
- 食堂雪むろそば家 小さな空（11:00 - 15:00）
- 物産販売所「雪だるま物産館」（9:00 - 18:00）
- 公園

### 管理
- 新潟県
- 上越市
- 手づくり百人協同組合

## 休館日
- 毎週月曜日（祝日の場合、翌日）

## アクセス
- 国道403号 - 登録路線
  - 国道405号

## 周辺
- キューピットバレイ（雪だるま高原・スキー場）
- 小黒川